# بيغي مونتجومري
بيغي مونتجومري (بالإنجليزية: Peggy Montgomery)‏ هي ممثلة أمريكية، ولدت في 5 أغسطس 1904 في روك أيلاند في الولايات المتحدة، وتوفيت في 3 أغسطس 1989 في لوس أنجلوس في الولايات المتحدة بسبب سرطان.

## وصلات خارجية
- بيغي مونتجومري على موقع IMDb (الإنجليزية)
- بيغي مونتجومري على موقع أول موفي (الإنجليزية)
- بيغي مونتجومري على موقع قاعدة بيانات الفيلم (الإنجليزية)
- بيغي مونتجومري على موقع كينوبويسك (الروسية)